# Zero Tolerance II
Zero Tolerance II è la seconda raccolta pubblicata nel 2004 dalla Karmageddon Media sotto il nome di Chuck Schuldiner. Nel disco sono ascoltabili tracce risalenti ai primissimi demo della band e altre registrate dal vivo, sempre con i Death, nell'"After Dark Club" di Houston in Texas il 12/4/1990.

## Tracce
1. Legion Of Doom – 3:34
2. Evil Dead – 3:11
3. Beyond the Unholy Grave – 3:14
4. Power of Darkness – 2:29
5. Death by Metal – 2:16
6. Corpse Grinder – 2:55
7. Summon to Die – 2:26
8. Zombie – 3:03
9. Witch of Hell – 2:44
10. Reign of Terror – 2:15
11. Slaughterhouse – 2:25
12. Living Monstrosity (live) – 4:10
13. Pull the Plug (live) – 4:27
14. Zombie Ritual (live) – 4:33
15. Altering the Future (live) – 5:36
16. Left to Die (live) – 4:38
17. Spiritual Healing (live) – 7:45
18. Defensive Personalities (live) – 4:46
19. Mutilation (live) – 3:30